# As (periódico)
El diario As es una publicación deportiva española (principalmente tratando temas futbolísticos) de tirada diaria, de pago y con distribución matinal editado por el Grupo Prisa. Fue fundado en 1967 por Luis Montiel Balanzat y es el segundo diario deportivo de España, tanto en tirada como en ventas y distribución. Asimismo, su web as.com ocupa en 2010 la tercera posición por número de visitas en el ranking de diarios nacionales.

## Historia
El periódico se creó en 1967 tomando el nombre de una anterior publicación, el Semanario Gráfico As que se editó desde 1932 hasta 1936. La familia de editores Montiel, encabezada entonces por Luis Montiel Balanzat, decidió aprovechar la nueva Ley de Prensa de 1966 para lanzar al mercado un periódico de carácter diario, llamado Diario As, que compitiera directamente con Marca a nivel nacional. El primer número de As salió al mercado el 6 de diciembre de 1967 con una portada dedicada al tenista Manuel Santana y al boxeador Sombrita, y su primer director fue Luis González de Linares. En los años 1990, As se convirtió en el primer diario con todas sus páginas en color y en el segundo diario deportivo más vendido en España.
Tras unos años con pérdidas en el periódico deportivo, en 1993 el Grupo Montiel puso a la venta varias publicaciones entre las que se incluía As. De forma paralela, el Grupo Prisa estaba planificando la puesta en marcha de un nuevo diario deportivo, pero la venta de As hizo que la empresa volcase todos sus esfuerzos en la compra de la cabecera, en la que también estaba interesado el Grupo Zeta. Finalmente, Vicente Montiel vendió a Prisa el diario As el 12 de julio de 1996. La nueva empresa mantendría el mismo equipo de trabajadores a las órdenes del Grupo Montiel, salvo en el cargo de director, que Julián García Candau abandonaría para ponerse en su lugar Alfredo Relaño. Por otra parte, Vicente Montiel pasaba a ser el presidente del Consejo de Administración y en las firmas del diario comenzaron a aparecer periodistas que también trabajaban en El País, Cadena SER o Canal+.

## Contenido
El diario As suele centrarse en las noticias relacionadas con el fútbol, al cual dedica aproximadamente la mitad de su espacio. Suele enfocarse en torno a la actualidad del Real Madrid en sus primeras páginas. Además, y dependiendo de la edición regional, el periódico centra su atención en los equipos más relevantes de la comunidad autónoma donde se edite el diario dedicando así en la Comunidad de Madrid espacios al Atlético de Madrid y Getafe. Centra su información en la primera división, segunda división y fútbol internacional.
As suele dedicar un espacio propio a los deportes de motor (especialmente Moto GP, Fórmula 1 y Rally) en la sección «Más motor», mientras que el resto de deportes se engloban en la sección «Más deporte». Por otra parte, una de las secciones que ha popularizado el periódico es la contraportada, que suele incluir firmas de periodistas y una fotografía con la «Chica del As», con mujeres deportistas o modelos relacionadas con un deporte, que se incluye desde la fundación del diario en 1967.
Suele realizar grandes coberturas en eventos deportivos importantes como la Copa Mundial de Fútbol, la Eurocopa o la Vuelta Ciclista a España, la cual ha patrocinado en diversas ocasiones.

## Periodistas
Desde junio de 2019 está dirigido por el periodista Vicente Jiménez. Anteriormente lo dirigieron Luis González de Linares (1967-1981), Rafael Gómez Redondo Rienzi (1981-1993), Julián García Candau (1993-1996) y Alfredo Relaño (1996-2019). En la actualidad, algunos de sus columnistas más destacados son:
- J. J. Santos (2000-2017)
- Tomás Roncero
- Juanma Trueba (1993-2016)[3]
- Julio Maldonado Maldini
- Manuel Esteban "Manolete"
- Fabián Ortiz
- Jesús Gallego